# Конституция Гвинеи
В истории Гвинеи было четыре конституции. Последняя конституция была одобрена на референдуме 19 апреля 2010 года и официально принята 7 мая. Однако она была отменена 5 сентября 2021 года после военного переворота.

## Предыстория
Конституционный референдум был проведён 28 сентября 1958 года в рамках более широкого референдума во Французском Союзе (и в самой Франции) о том, следует ли принимать новую конституцию Франции; колонии, проголосовавшие за её принятие, станут частью нового Французского сообщества; в случае отказа территории будет предоставлена независимость. Более 95% избирателей Французской Гвинеи проголосовали против конституции при явке 85,5%, что сделало её единственной колонией, проголосовавшей против.

## История
Гвинея стала независимым государством 2 октября 1958 года. Первая конституция была принята сразу после этого и написана в спешке. Комиссия из 15 человек написала проект конституции за 10 дней, проект был одобрен новым национальным собранием 10 ноября 1958 года после всего лишь двухчасовых дебатов. Однако во время диктаторского правления первого президента Ахмеда Секу Туре конституцию обычно игнорировали или изменяли.
В 1982 году, поддавшись как международному, так и внутреннему давлению, Гвинея приняла новую конституцию, которая предусматривала более надёжную защиту прав человека. После смерти Туре в 1984 году правительство было свергнуто в результате военного переворота. Другой конституционный референдум, состоявшийся 23 декабря 1990 года, был одобрен 98,7% избирателей, что проложило путь к третьей конституции.
Референдум 2001 года, бойкотированный оппозицией, внёс поправки в эту конституцию, отменив ограничения на президентский срок и увеличив срок полномочий с пяти до семи лет. Критики обвинили тогдашнего президента Лансану Конте в стремлении дольше оставаться у власти.
Когда Конте в 2008 году умер, капитан Мусса Дади Камара захватил власть в результате государственного переворота, но в декабре 2010 года ему выстрелили в голову. Он покинул страну ради получения медицинской помощи. Позже он решил не возвращаться, и Гвинея вернулась к гражданскому правлению.
Четвёртая конституция была одобрена на референдуме 19 апреля 2010 года и официально принята 7 мая.
После государственного переворота 2021 года в Гвинее военные объявили об отмене конституции.